# Szabó (családnév)
A Szabó a negyedik leggyakoribb magyar családnév, 2019-ben 203 126 személynévben fordult elő.

## Eredete és formái
Foglalkozásra utaló családnév, az ismeretlen eredetű „szab”, azaz anyagot méretre vág ige folyamatos melléknévi igenévi alakjából (szabó) főnevesült. Egyes elméletek szerint a „kiszab” ige másik jelentéséből – adót, vámot, bírságot, törvényt, büntetést kiszab – is származhat, e szerint pedig akkor a bíróhoz hasonló foglalkozásból is válhatott vezetéknévvé, ami megmagyarázná a Szabó név nagyfokú elterjedtségét.
Kevésbé elterjedt alakjai a Szabo, Szabóó, Sabó, Sabo, Sabbo, Szábó, Zabó, Zabo és Sabau. A Sabau az Erdélyből Magyarországra költözött személyek román helyesírású neveiben elforduló alak.
Elterjedtségét tekintve a teljes nyelvterületen, hasonló gyakorisággal megtalálható vezetéknév. A 19. században népszerű volt névváltoztatáskor is, például a Schneider vagy Szlavik vezetéknevűeknél.